# Голијат бубе
Голијат бубе или бубе голијати су неке од пет врста из рода Goliathus. Представљају највеће инсекте на Земљи, у погледу величине, масе и тежине. Они су чланови подпородице Cetoniinae, у оквиру породице Балегари. Голијат бубе се могу наћи у многим афричким тропским шумама где се хране првенствено соком и воћем. Мало се зна о циклусу ларви у дивљини, али у заточеништву су успешно узгајане од јаја до одраслих користећи храну богату протеинима, попут комерцијалне хране за мачке и псе. Величина мужјака износи 60—110 mm, а женки 50—80 mm и може досећи тежину до 80—100 g у фази ларве, иако су одрасли само око половине ове тежине. Женке се крећу од тамносмеђе до свиленкасто беле, а мужјаци су обично смеђе/беле/црне или црно/беле.

## Врсте
Постоји шест врста голијат буба, са неколико различитих подврста и облика које су само делимично описане:
- Goliathus albosignatus, 1857.[4]
- Goliathus cacicus, 1789.[5]
- Goliathus goliatus (Карл фон Лине, 1771)[6]
- Goliathus kolbei, 1895.[7]
- Goliathus orientalis, 1909.[8]
- Goliathus regius, 1835.

## Животни циклус
Ларве имају већу потребу за храном богатомпротеинима од већине других родова. Неопходна им је подлога од донекле навлаженог, распаднутог лишћа и дрвета како би се створио погодан медијум за раст ларви. Младе ларве (први ступањ) ће појести део овог материјала. Чак и под оптималним условима, ларвама је потребно неколико месеци да потпуно сазру због велике величине коју постижу. Способни су нарасти до 250 mm у дужину и тежину већу од 100 g. Када се достигне максимална величина, ларва гради прилично танкозидну, очврснуту ћелију песковитог тла у којој ће створити лутку и метаморфозирати до одраслог стања. Када се изградња заврши, ларва се трансформише у фазу између стадија ларве и одрасле. Током трајања лутке, ткива инсеката се разграђују и поново организују у облик одрасле бубе. Након што се метаморфоза заврши, инсект одбацује кожу лутке и пролази кроз период хибернације као одрасла буба до краја сушне сезоне. Када кише почну, отвара лутку, лоцира партнера и читав животни циклус почиње изнова. Одрасле бубе се хране материјалима богатим шећером, посебно соком дрвећа и воћем. У условима заточеништва, одрасли понекад могу да живе око годину дана након изласка из ћелија лутке. Век трајања у дивљини је у просеку краћи због фактора као што су предатори и временске прилике. Одрасла фаза концентрише се искључиво на репродукцију, а када се ова функција изврши, време одрасле бубе је ограничено, што важи и за велику већину других врста инсеката.

## Опис
Тела голијат буба се састоје од густог хитина егзоскелета, који штити њихове органе. Као и већина буба, они имају ојачана предња крила (звана покрилце) која делују као заштитни покривач за њихова стражња крила и трбух. За летење користе само задња крила. Када их не користе, држе их потпуно пресавијена испод покрилца. Свака од ногу буба завршава се у пар оштрих канџи, које користе за захват при пењању на стабла и гране дрвећа. Мужјаци имају рог у облику Y на глави, који се користи у биткама са другим мужјацима око места храњења или партнера. Женкама недостају рогови и уместо тога имају клинасту главу која помаже при закопавању приликом полагања јаја. Поред величине, голијат бубе су упечатљиво шарене; истакнуте ознаке заједнички за све врсте су оштро супротне црне вертикалне пруге на груднима, а различите врсте се могу бити веома поуздано разликовати на основу њихове препознатљиве мешавине боја и дезена.